# Ригідність
Ригі́дність (з лат. rigidus — твердий) — складність або нездатність перебудовуватися при виконанні завдань[яких?], якщо цього потребують обставини. У пізнавальній діяльності ригідність виявляється в повільній зміні уявлень при зміні умов життя, діяльності; в емоційному житті — у закляклості, млявості, нерухливості почуттів; у поведінці — у негнучкості, інертності мотивів поведінки та морально- етичних вчинків при цілковитій очевидності їх недоцільності.

## Різновиди
Виділяють наступні види ригідності в психології: когнітивну, афективну і мотиваційну. Когнітивна ригідність передбачає складності перебудови сприйняття і уявлень в змінених ситуаційних умовах. Це неготовність суб'єкта створювати нову концептуальну картину навколишнього світу, при надходженні нової інформації, яка не відповідає попередній.
Афективна ригідність в психології виражається у незмінності відгуків (афективних або емоційних) на мінливі об'єкти емоцій.
Мотиваційна ригідність проявляється в складності перебудови системи мотивів в обставинах, які вимагають гнучкості і зміни поведінки. Ригідність, яку проявляє суб'єкт в тій чи іншій ситуації, багато в чому залежить від складності завдання, його привабливості, наявності небезпеки і так далі.
Емоційна ригідність
Лазурський А. Ф. назвав емоційну ригідність в психології стійкістю емоцій. Вона характеризується наступним чином: це найбільший часовий проміжок для певної людини, протягом якого один раз збуджена емоція виявляється знову, незважаючи на те, що збудник перестав діяти, а обставини змінилися. Ригідність мислення пов'язана зі стабільністю емоцій з фіксацією уваги на якихось важливих подіях, об'єктах або обставинах, невдачах, образах і так далі.

## Особливість ригідних індивідуумів
Словник психології характеризує ригідну людину як суб'єкта мало мінливого навіть при зовнішніх впливах, що нездатний до самостійного регулювання та корекції. Помірно виражена ригідність особистості висловлює незмінність інтересів і настанов, які спрямовані на відстоювання своєї думки, на активність позиції, яка під впливом зовнішніх сил тільки посилюється. Це практичність, акуратність, вірність своїм принципам. Такі люди стійкі до стресів, оскільки вони меншою мірою підвладні змінам середовища.
Більш виражена ригідність в психології характерна для психопатів з ознаками параної. Такі особистості, як правило, вирізняються конфліктністю, афективною захопленістю панівною ідеєю. Коректувати поведінку осіб з високим рівнем ригідності — справа непроста. Стратегія взаємодії з особистістю даного типу повинна будуватися на неявному переконанні у формі рекомендації, щоб у самого індивіда склалося враження, що переконаність виходить від нього самого, а психолог тільки підтвердив її правильність.
| Псі, буква грецького алфавіту, символ психології | Це незавершена стаття з психології. Ви можете допомогти проєкту, виправивши або дописавши її. |

1. ↑  Ewa Szumowska, Małgorzata Kossowska (2017). Motivational rigidity enhances multitasking performance: The role of handling interruptions (Англійська) . Personality and Individual Differences 106(4):81-89.